# Feofan (Dančenkov)
Feofan (světským jménem: Andrej Jurjevič Dančenkov; * 28. února 1975, Rjazaň) je ruský duchovní Ruské pravoslavné církve a biskup volžský a sernurský.

## Život
Narodil se 28. února 1975 v Rjazani.
Po absolvování odborného technického učiliště č. 39 v rodném městě nastoupil na Rjazaňské duchovní učiliště. Během studia sloužil jako hypodiákon a kelejník arcibiskupa Simona (Novikova), který ho po dokončení učiliště 1. října 1994 rukopoložil na celibátního diákona a 14. října na jereje.
Dne 22. ledna 1995 byl postřižen na monacha se jménem Feofan na počest svatého Teofana Zatvornika. Sloužil jako kněz v katedrálním chrámu svatých Borise a Gleba v Rjazani a chrámu Proměnění Páně v Rjazani. Od roku 1996 byl blagočinným Trojického monastýru.
Dne 9. září 1998 byl jmenován dočasným představeným Nikolo-Černějevského monastýru a 6. října jeho řádným představeným. Dne 20. dubna 2000 byl povýšen na igumena. O dva roky později dokončil Moskevský duchovní seminář.
Dne 5. října 2011 přešel do kléru skopinské eparchie, kde se stal předsedou církevního soudu, zpovědníkem a členem eparchiální rady. Roku 2015 dokončil katedru teologie Rjazaňské statní univerzity.
Dne 6. října 2017 jej Svatý synod zvolil biskupem volžským a sernurským. Dne 11. října byl povýšen na archimandritu a biskupská chirotonie proběhla 18. listopadu v Donském monastýru. Hlavním světitelem byl patriarcha moskevský a celé Rusi Kirill.